# Never nooit meer
Never nooit meer is een single van de Nederlandse r&b-groep Re-Play met Nederlandse zanger Gordon uit 1999. Het stond in hetzelfde jaar als eerste track op het album Met hart en ziel van Gordon en in 2002 als achtste track op het gezamenlijke album Gordon & Re-Play.

## Achtergrond
Never nooit meer is geschreven en geproduceerd door Ellert Driessen. Het is een Nederlandstalig r&b-nummer waarin de liedverteller zingt over dat hij nooit meer een relatie in zal gaan. Dit verandert echter nadat hij een persoon vindt waarvan hij niet kan geloven dat zij zoveel van hem kan houden. Het lied was een inzending voor het Nationaal Songfestival van 1999. Het werd echter niet geselecteerd, maar er werd wel besloten om het lied als single uit te brengen. Het lied was het begin van een vruchtbare samenwerking tussen Re-Play en Gordon, welke leidde tot het eerder genoemde gezamenlijke album en hits als Weet dat ik van je hou en Zolang. De B-kant van de single was Met mijn ogen dicht, wat een bewerking is van From This Moment On van Shania Twain. 

## Hitnoteringen
Het lied stond genotereerd in de twee grootste hitlijsten van Nederland op dat moment. In zowel de Mega Top 100 als de Top 40 piekte het op de vijfde plaats. Het stond veertien weken in de Top 40 en maar liefst 22 weken in de Mega Top 100. 

## Cover
In 2013 nam Gordon het lied opnieuw op met de boyband B-Brave voor het album Liefde overwint alles. Deze versie werd niet als single uitgebracht. 